# Рукавац
Рукавац, или растока или отока, је мањи водоток (река, речица или поток) који се одваја од дотад већег водотока и потом тече независно. У одређеним случајевима рукавци се касније могу поново спојити.

## Подела

### Према страни одлива од главног водотока
- леви
- десни

### Врсте рукаваца
- рукавци у речним делтама — релативно честа природна појава, где се река непосредно пре свог ушћа, услед спорог тока и малог пада, гомила речни талог и тако истовремено прави аде) и рукавце;
- рукавци на токовима река у равничарским крајевима (творе аде) — релативно честа природна појава, где се река у свом средишњем делу, услед спорог тока и малог пада, гомила речни талог и тако истовремено прави аде) и рукавце;
- рукавци у као вид бифуркације — релативно ретка природна појава, а много чешћа под утицајем човека.

Супротност рукавцу или растоци је притока, као мањи водоток који се улива у већи.